# Shloka
Der Shloka (Sanskrit, m., श्लोक, śloka „Ruf“, „Schall“) ist die wichtigste Strophenform der altindischen Epik, insbesondere des Mahabharata und des Ramayana. Er besteht aus zwei Langzeilen mit je zwei Gliedern zu je acht Silben, wobei das Langzeilenpaar eine syntaktische Einheit bildet. Das metrische Schema der in den Quantitäten nur teilweise festgelegten Langzeile ist:
◡◡◡◡ˌ◡——◡ ‖ ◡◡◡◡ˌ◡—◡◡
Die Glieder der Langzeile heißen pāda („Fuß“).
Vermutlich ist das Versmaß der Langzeile aus dem vedischen Versmaß Anushtubh hervorgegangen.